# In Victory
In Victory là một dự án âm nhạc metal quốc tế do nghệ sĩ guitar người Tây Ban Nha Víctor Angulo González đứng đầu. In Victory mô tả âm thanh của họ như một uplifting metal,  loại nâng cao tinh thần, là sự kết hợp của power metal, symphonic metal, và cách tiếp cận trữ tình hướng tới truyền cảm hứng và động lực.

## Lịch sử
In Victory đã phát hành EP đầu tiên của họ, Uplifting Metal, năm 2019, với sự cộng tác của Samy Saemann (ex-Freedom Call) và Glyndwr Williams (Power Quest).
Kể từ đó, họ đã phát hành một EP có tên Ecstasy of the Enlightened năm 2019; và ba đĩa đơn: The Prophecies Will Unfold (Orchestral Version), hợp tác với Rikard Sundén (ex- Sabaton) và Dàn hợp xướng và Dàn nhạc Đại học Örebro, ở Thụy Điển, The Pulse of The Heart, và Here We Stand.

## Các thành viên
In Victory bao gồm nghệ sĩ guitar kiêm nhà soạn nhạc Víctor Angulo González, giọng ca chính Kim Arefäll, tay bass Joonas Ylänne, tay trống kiêm nhà sản xuất Topias Kupiainen. Sau này cũng là một phần của nhóm Phần Lan Arion và là kỹ thuật viên âm thanh cho Stratovarius, ban nhạc nơi anh trai Matias Kupiainen là nghệ sĩ guitar.